# Lapua
Lapua ([ˈlɑpuɑ] (del sueco: Lappo) es una ciudad y municipio finlandesa situada en la región de Ostrobotnia del Sur.

## Historia
Durante la Edad de Piedra de la Cultura de la cerámica del peine, el nivel del agua del Báltico era de 56–58 metros más alto que el nivel actual. En ese momento Lapua se encontraba justo al lado del mar, donde las condiciones para el asentamiento humano eran las más favorables. Ha sido el sitio de una gran cantidad de descubrimientos del neolítico, incluso 14 residencias del período de la cultura mencionada. Posteriormente, en tiempos prehistóricos, la ubicación de Lapua fue favorable. La ciudad de Lapua estaba situada a lo largo de la ruta de trineos tirados por perros que conducía desde Ladoga Karelia hasta Ostrobotnia del sur y más adelante hasta la desembocadura del río Oulujoki.
A principios del siglo XIV, el asentamiento permanente comenzó a expandirse a través del valle de Lapuanjoki. Los residentes procedían, entre otros, del asentamiento de Suur-Sastamala en la Ylä-Satakunnan, que disponían de buenos accesos terrestres y fluviales hacia el norte. El foco del asentamiento de Ostrobotnia se formó inicialmente en la parte baja del río Kyrönjoki. La proximidad al mar fue especialmente atraída por la zona del Kvarken, rica en recursos naturales. Lapua en ese momento tenía algunos lapones que consideraban la región como su área silvestre. El nombre de Lapuan debe haberse dado por los suecos de la costa debido por los lapones que vivían en las inmediaciones.
Lapua es conocida por el movimiento de Lapua, un movimiento radical de derechas nacido en la década de 1920. La ciudad se conoce además por sus movimientos religiosos, como el de despertarse.

## Galería

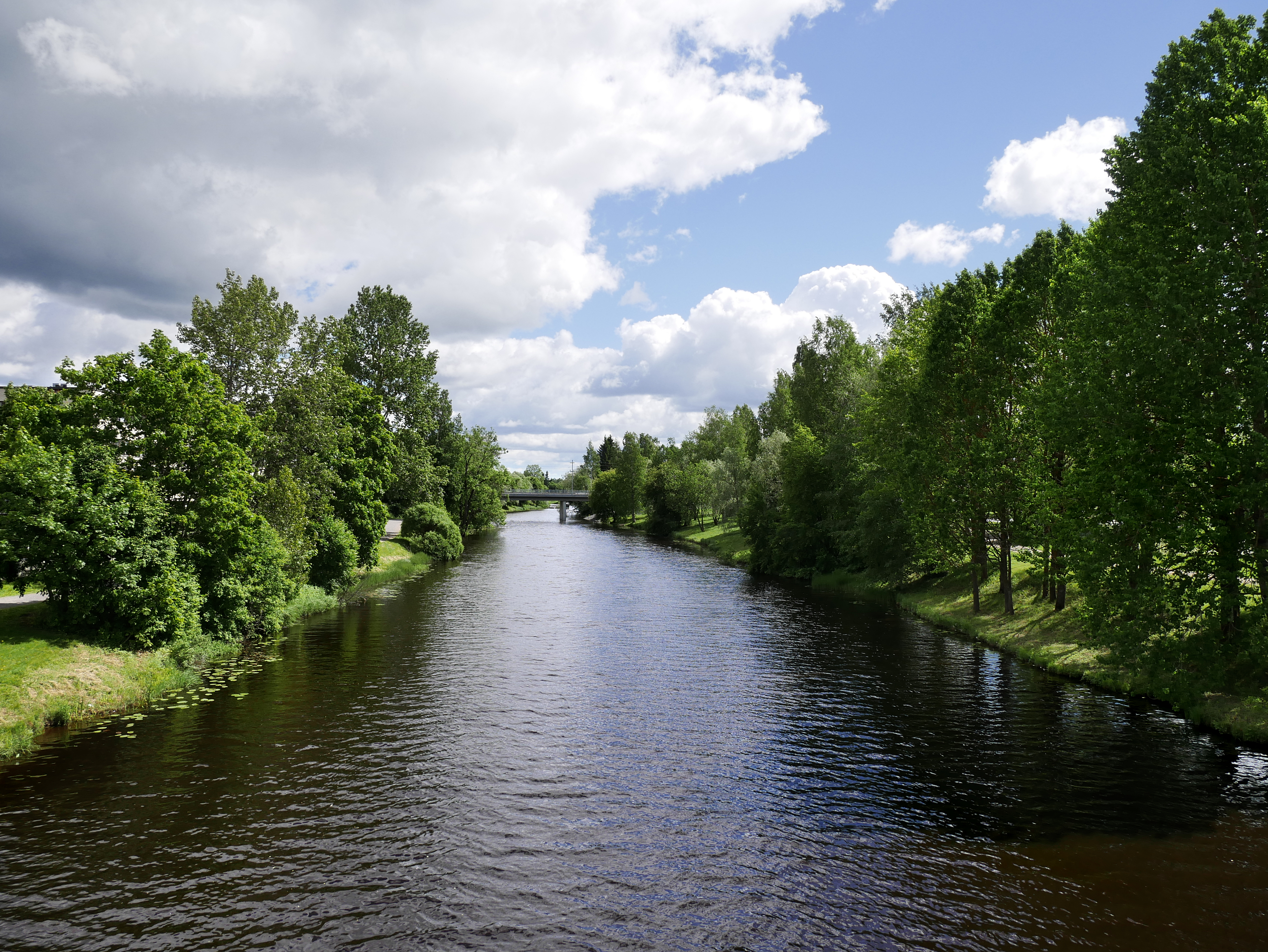
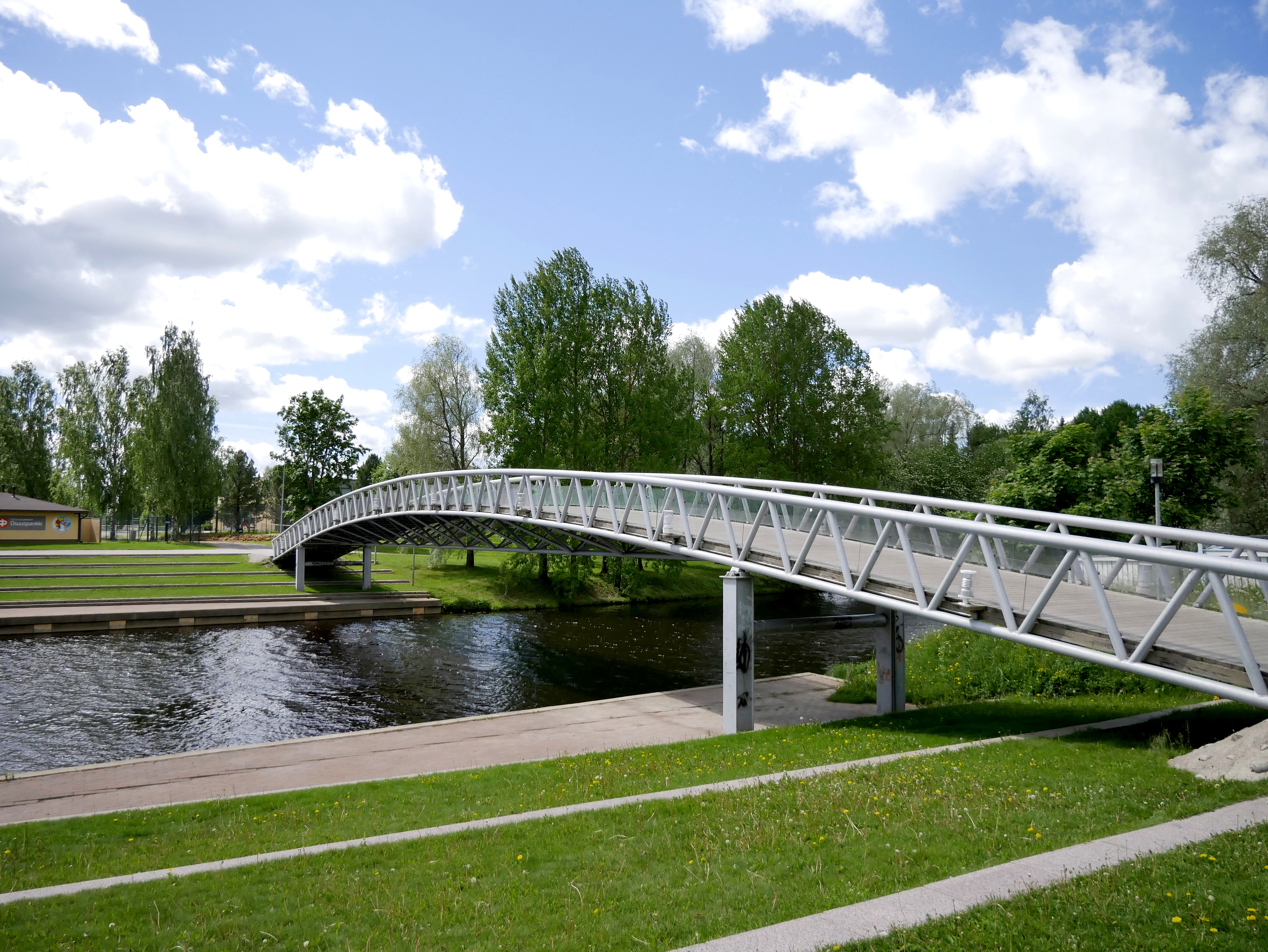
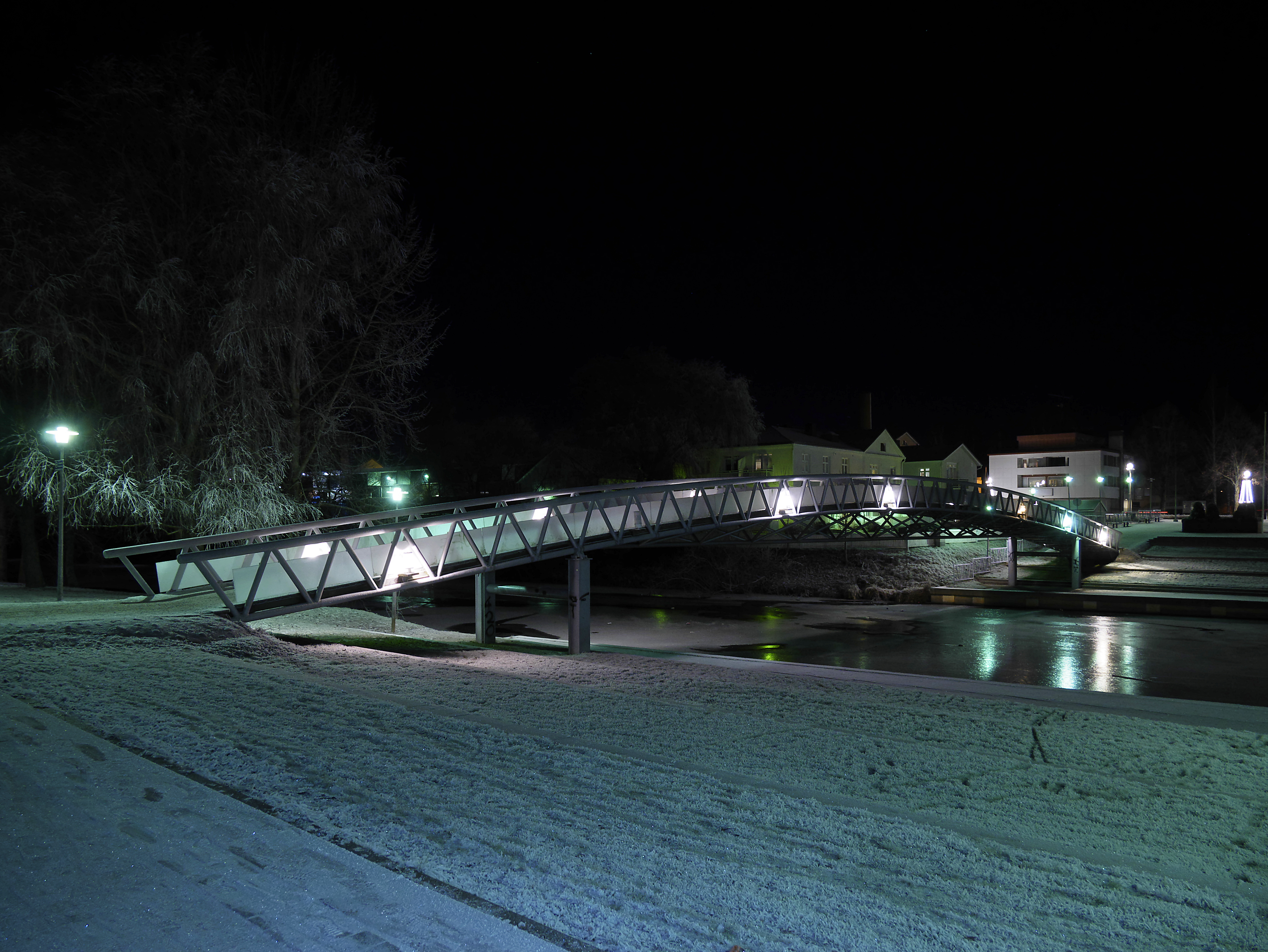

## Demografía
| Gráfica de evolución de Lapua entre 1980 y 2020 |
|                                                 |